# Titiotus flavescens
Espèce
Synonymes
- Liocranoides flavescens Chamberlin & Ivie, 1941

Titiotus flavescens est une espèce d'araignées aranéomorphes de la famille des Zoropsidae.

## Distribution
Cette espèce est endémique de Californie aux États-Unis,. Elle se rencontre dans les comtés de Santa Cruz et de Santa Clara.

## Description
Le mâle décrit par Platnick et Ubick en 2008 mesure 11 mm et la femelle 14 mm.

## Publication originale
- Chamberlin & Ivie, 1941 : Spiders collected by L. W. Saylor and others, mostly in California. Bulletin of the University of Utah, vol. 31, no 8, p. 1-49.